# Saint-Christophe-en-Bresse
Saint-Christophe-en-Bresse es una comuna francesa situada en el departamento de Saona y Loira, en la región de Borgoña-Franco Condado.

## Demografía
| 616 | 588 | 569 | 712 | 797 | 811 | 1044 |
| Para los censos de 1962 a 1999 la población legal corresponde a la población sin duplicidades (Fuente: INSEE [Consultar]) |     |     |     |     |     |      |